# Plectroglyphidodon lacrymatus
Plectroglyphidodon lacrymatus là một loài cá biển thuộc chi Plectroglyphidodon trong họ Cá thia. Loài này được mô tả lần đầu tiên vào năm 1825.

## Từ nguyên
Tính từ định danh của loài bắt nguồn từ lacrimatus trong tiếng Latinh, mang nghĩa là "đẫm lệ", không rõ hàm ý đề cập đến điều gì.

## Phạm vi phân bố và môi trường sống
P. lacrymatus có phạm vi phân bố rộng khắp khu vực Ấn Độ Dương - Thái Bình Dương. Từ Biển Đỏ và dọc theo bờ biển Đông Phi, loài này được ghi nhận trải dài về phía đông đến quần đảo Marshall và quần đảo Société, ngược lên phía bắc đến quần đảo Ryukyu (Nhật Bản), giới hạn phía nam đến Úc.
P. lacrymatus sống gần những rạn san hô ở ngoài khơi và trong các đầm phá, nền đáy là đá vụn xen lẫn san hô chết, ở độ sâu đến ít nhất là 40 m.

## Mô tả
P. lacrymatus có chiều dài cơ thể tối đa được ghi nhận là 11 cm. Cơ thể của P. lacrymatus có màu nâu sẫm, lốm đốm những chấm nhỏ màu xanh lam sáng trên đầu và thân (nhiều hơn ở cá con). Đốm xanh ở cá trưởng thành thường chỉ hiện rõ khi được quan sát gần hoặc dưới ánh sáng nhân tạo. Đầu có các vệt màu xanh tím. Đuôi màu trắng đến màu vàng nhạt, chuyển thành nâu nhạt khi lớn lên. Cá con có một đốm đen lớn trên vây lưng.
Số gai ở vây lưng: 12; Số tia vây ở vây lưng: 16–18; Số gai ở vây hậu môn: 2; Số tia vây ở vây hậu môn: 13–14; Số tia vây ở vây ngực: 18–20; Số vảy đường bên: 17–18; Số lược mang: 21–25.

## Sinh thái học
Thức ăn chủ yếu của P. lacrymatus là tảo, nhưng cũng có thể bao gồm cả trứng của những loài cá khác và các loài thủy sinh không xương sống nhỏ. P. lacrymatus có tính lãnh thổ và khá hung hăng. Ngoài ra, trong môi trường nuôi nhốt, P. lacrymatus được ghi nhận là có thể phát ra âm thanh và căng rộng vây ngực khi các nhà nghiên cứu nhìn vào nó. Đây được cho là hành vi thể hiện sự bảo vệ lãnh thổ của loài này.
Trứng của P. lacrymatus bám dính vào chất nền. Cá đực có nhiệm vụ bảo vệ và chăm sóc trứng.